# Гзи-Віснова
Гзи-Віснова (пол. Gzy-Wisnowa) — село в Польщі, у гміні Гзи Пултуського повіту Мазовецького воєводства.
Населення — 50 осіб (2011).
У 1975-1998 роках село належало до Цехановського воєводства.

## Демографія
Демографічна структура станом на 31 березня 2011 року:
|          | Загалом | Допрацездатний вік | Працездатний вік | Постпрацездатний вік |
| -------- | ------- | ------------------ | ---------------- | -------------------- |
| Чоловіки | 27      | 6                  | 16               | 5                    |
| Жінки    | 23      | 4                  | 15               | 4                    |
| Разом    | 50      | 10                 | 31               | 9                    |